# Discalculia
Discalculia (do grego dýs+calculare, dificuldade ao calcular), também conhecida como Cegueira Numérica, é uma desordem neurológica específica que afeta a habilidade de uma pessoa de compreender e manipular números. Para ser classificada como discalculia não pode ser causada por problemas na visão e/ou audição. O termo discalculia é usado frequentemente ao consultar especificamente à inabilidade de executar operações matemáticas ou aritméticas, mas é definido por alguns profissionais educacionais como uma inabilidade mais fundamental para conceitualizar números como um conceito abstrato de quantidades comparativas.
Não confundir com acalculia, que se refere a perda da capacidade de calcular causada por danos neurológicos.
Conforme o neurologista Antonio Carlos de Farias, do Hospital Pequeno Príncipe (PR), os mesmos circuitos cerebrais usados na matemática podem ter repercussão na coordenação motora fina, no ritmo e na leitura de partituras musicais. Por conta disso, a discalculia pode se manifestar ainda na infância, pelo atraso em aprender a contar de 1 a 10, por exemplo, ou no desenvolvimento mais lento da motricidade.

## Classificação
É uma inabilidade menos conhecida, bem como e potencialmente relacionada a dislexia e a dispraxia. A discalculia ocorre em pessoas de qualquer nível de QI, mas significa que têm frequentemente problemas específicos com matemática, tempo, medida, etc. Discalculia (em sua definição mais geral) não é rara. Muitas daquelas com dislexia ou dispraxia tem discalculia também. Há também alguma evidência para sugerir que este tipo de distúrbio é parcialmente hereditário.
Como a discalculia é um transtorno de aprendizagem que pode criar barreiras no desenvolvimento educacional de uma criança, muitas vezes ela pode ser confundida com autismo. Mas é importante frisar que ela não faz parte dos critérios diagnósticos de TEA, no entanto, é possível que algumas pessoas no espectro também apresentem esse transtorno e/ou outras dificuldades ligadas a aprendizagem, como a dislexia, por exemplo.
Existem diversos tipos de discalculia:
- Discalculia léxica: dificuldade na leitura de símbolos matemáticos;
- Discalculia verbal: dificuldades em nomear quantidades matemáticas, números, termos e símbolos;
- Discalculia gráfica: dificuldade na escrita de símbolos matemáticos;
- Discalculia operacional: dificuldade na execução de operações e cálculos numéricos;
- Discalculia practognóstica: dificuldade na enumeração, manipulação e comparação de objetos reais ou em imagens;
- Discalculia ideognóstica: dificuldades nas operações mentais e no entendimento de conceitos matemáticos.

## Etimologia
A palavra discalculia vem do grego (dis, mal) e do Latin (calculare, contar) formando: contando mal. Essa palavra calculare vem, por sua vez, de cálculo, que significa o seixo ou um dos contadores em um ábaco.

## Características
Discalculia é um impedimento da matemática que vá adiante junto com um número de outras limitações, tais como a introspecção espacial, o tempo, a memória pobre, e os problemas de ortografia. Há indicações de que é um impedimento congênito ou hereditário, com um contexto neurológico. Discalculia atinge crianças e adultos.
Discalculia pode ser detectada em uma idade nova e medidas podem ser tomadas para facilitar o enfrentamento dos problemas dos estudantes mais novos. O problema principal está em compreender que o problema não é a matemática e sim a maneira que é ensinada às crianças. O modo que a dislexia pode ser tratada de usar uma aproximação ligeiramente diferente a ensinar. Entretanto, a discalculia é o menos conhecida destes tipos de desordem de aprendizagem e assim não é reconhecida frequentemente.

## Sinais e sintomas
Há uma urgência grande para que a Discalculia possa ser diagnosticada cada vez mais cedo nas crianças. Um diagnóstico completo não pode ser feito antes dos 10-12 anos de idade, mas por causa disso não devemos deixar de tentar descobrir as formas particulares de dificuldades matemáticas que a criança sofre. Na pré-escola, já é possível notar algum sinal de transtorno, quando a criança apresenta dificuldade em responder às relações matemáticas propostas - como igual e diferente, pequeno e grande. Mas ainda é cedo para ter um diagnóstico preciso. Somente a partir dos 7 ou 8 anos, com a introdução dos símbolos específicos da matemática e das operações básicas, os sintomas se tornam mais visíveis.
Alguns dos possíveis sintomas são:
- Dificuldades frequentes com os números, confundindo as operações de adição, subtração, multiplicação e divisão.
- Falta de senso de direção (para o norte, sul, leste, e oeste) e pode também ter dificuldade com uma bússola.
- Problemas de diferenciar entre esquerda e direita
- A inabilidade de dizer qual de dois números é o maior.
- Dificuldade com tabelas de tempo, aritmética mental etc.
- Melhor nos assuntos tais como a ciência e a geometria, que requerem a lógica mais que as fórmulas, até que um nível mais elevado que requer cálculos seja necessário.
- Dificuldade com tempo conceitual e julgar a passagem do tempo.
- Dificuldade com tarefas diárias como verificar a mudança e ler relógios analógicos.
- A inabilidade de compreender o planejamento financeiro ou incluir no orçamento, nivelar às vezes em um nível básico, por exemplo, estimar o custo dos artigos em uma cesta de compras.
- Tendo a dificuldade mental de estimar a medida de um objeto ou de uma distância (por exemplo, se algo está afastado 10 ou 20 metros).
- Inabilidade de apreender e recordar conceitos matemáticos, regras, fórmulas, e sequências matemáticas.
- Dificuldade de manter a contagem durante jogos.
- Dificuldade nas atividades que requerem processamento de sequências, do exame (tal como etapas de dança) ao sumário (leitura, escrita e coisas sinalizar na ordem direita). Pode ter o problema mesmo com uma calculadora devido às dificuldades no processo da alimentação nas variáveis.
- A circunstância pode conduzir em casos extremos a uma fobia da matemática e de dispositivos matemáticos (por exemplo números).

## Causas potenciais
Os cientistas procuram ainda compreender as causas da discalculia, e para isso têm investigado em diversos domínios.
- Neurológico: Discalculia foi associada com as lesões ao supramarginal e os giros angulares na junção entre os lóbulos temporal e parietal do córtex cerebral.
- Déficits na Memória de Trabalho (Memória Operacional): Adams e Hitch discutem que a Memória de Trabalho é um fator principal na adição mental. Desta base, Geary conduziu um estudo sugerindo que a discalculia se dava por conta de um déficit da Memória de Trabalho. Entretanto, o problema é que as deficiências da Memória de Trabalho são confundidos com dificuldades de aprendizagem gerais, assim os resultados de Geary não podem ser específicos ao discalculia mas podem refletir um déficit de aprendizagem maiores.

Pesquisas feitas por estudiosos de matemática mostraram aumento da atividade de EEG no hemisfério direito durante o processo de cálculo algorítmico. Há alguma evidência de déficits direitos do hemisfério na discalculia.
Outras causas podem ser:
- Um estudante que tem um instrutor cujo método de ensinar a matemática seja duro de compreender para o estudante.
- Memória a curto prazo que está sendo perturbada ou reduzida, fazendo-a difícil de recordar cálculos.
- Desordem congênita ou hereditária. As indicações da mostra dos estudos desta, mas não são ainda concreto.
- Uma combinação destes fatores.